# Bluewater Lookout Complex
Pour les articles homonymes, voir Bluewater.
Le Bluewater Lookout Complex est un ensemble architectural américain comprenant une tour de guet du comté d'Otero, au Nouveau-Mexique. Protégé au sein de la forêt nationale de Lincoln, cet ensemble est inscrit au Registre national des lieux historiques depuis le 28 janvier 1988. La tour aurait été construite en 1917 et déplacée jusqu'à son emplacement actuel en 1937.